# Deere & Company

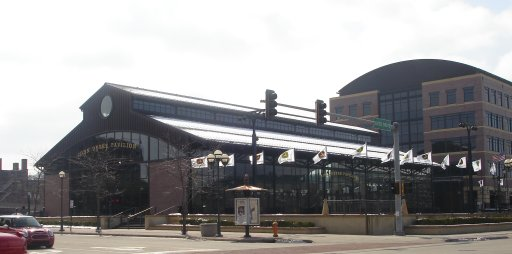
Pavilionul John Deere Pavilion în Moline, Illinois.

Deere & Company, numită și John Deere, este o companie producătoare de mașini grele (pentru agricultură, construcții, industrie, etc.) din Statele Unite.
Este cel mai mare producător de utilaje agricole din lume.
Compania a fost fondată în anul 1837 iar în anul 2009 avea o cifră de afaceri de 21,3 miliarde USD

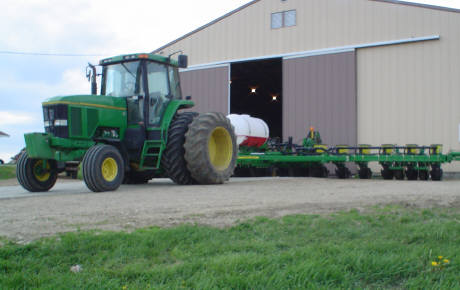
A John Deere 7800 tractor attached to a corn planter.
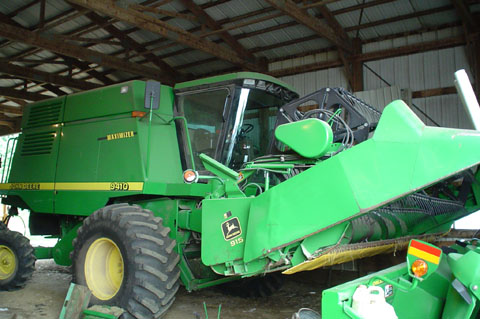
A JD 9410 combine
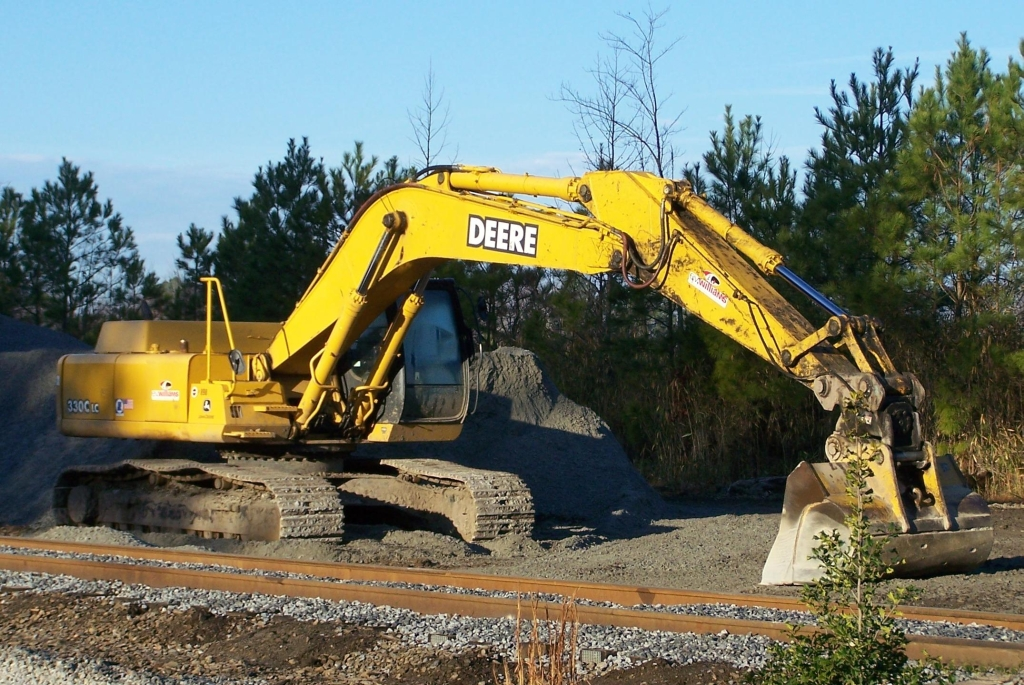
A John Deere 330C Excavator
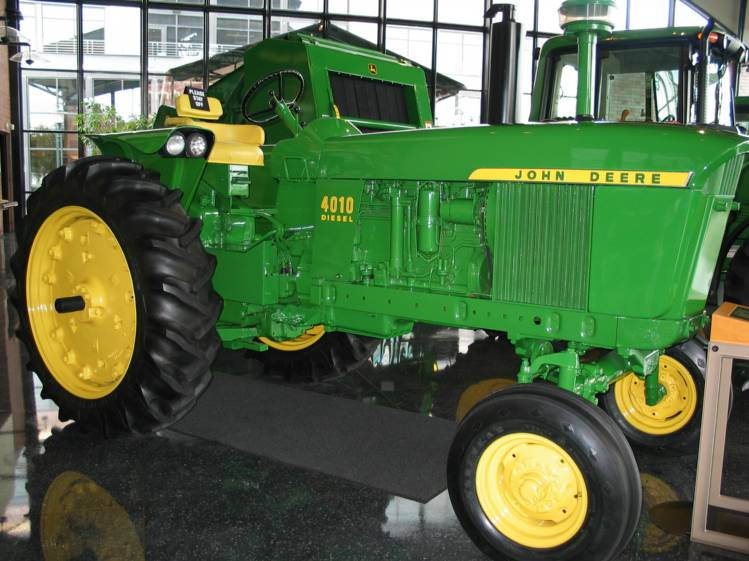
A John Deere 4010 Diesel (1960-1963)